# ミシー・バチュアイ
ミシー・バチュアイ（Michy Batshuayi Tunga、1993年10月2日 - ）は、ベルギー・ブリュッセル市出身のコンゴ系ベルギー人サッカー選手。アイントラハト・フランクフルト所属。ベルギー代表。ポジションはフォワード。
実弟のアーロン・レヤ・イセカもサッカー選手。

## クラブ経歴
ブリュッセルFCとRSCアンデルレヒトの下部組織でプレーした後、2008年にスタンダール・リエージュへ加入。2011年2月20日に行われたKAAヘント戦でトップチームデビュー。
翌2011-12シーズンのUEFAチャンピオンズリーグ予選3回戦のFCチューリッヒ戦でCLデビューを果たし、UEFAヨーロッパリーグのFCコペンハーゲン戦で公式戦初ゴールを記録。2012年1月14日、KベールスホットAC戦でリーグ戦初得点を挙げ、6-1での勝利に貢献。2013-14シーズンにはジュピラー・プロ・リーグで21得点をマークし、エボニー・シューを受賞した。
2014年6月26日、オリンピック・マルセイユへ移籍することが発表された。移籍金は600万ユーロ。2015-16シーズンにはリーグ戦で得点ランキング4位タイの17ゴールを挙げた。
2016年7月3日、チェルシーFCに5年契約で移籍した。移籍金は3300万ポンドと報じられた。2016-17シーズンはジエゴ・コスタからポジションを奪えず、大半が途中出場となり苦しいシーズンを強いられたが、2017年5月12日のWBA戦では、試合終了間際に決勝点となるゴールを決め、チェルシーのプレミアリーグ優勝を決定させた。また最終節のサンダーランド戦でもゴールを決めた。シーズンを通して出場時間はわずか236分であったが5得点を決め、47分で1ゴールを挙げた計算となった。翌2017-18シーズンはジエゴ・コスタの退団に伴い出場機会が増加するかと思われたが、アルバロ・モラタの加入もあって再びベンチを温めることとなった。
2018年1月31日、ボルシア・ドルトムントへシーズン終了までのレンタル移籍が発表された。2月2日のケルン戦で移籍後初出場を果たし、2得点の活躍を見せた。2月15日、UEFAヨーロッパリーグ・ラウンド16のアタランタ戦1stレグでは、同点ゴールと勝ち越しゴールの2ゴールを挙げてマン・オブ・ザ・マッチに選出された。ドルトムントでは、リーグ戦10試合で7得点を記録するなど活躍していたが、4月15日のシャルケ04戦でベンジャミン・スタンブリのタックルを受けて左足首を負傷し、クラブからシーズン残り試合を欠場する可能性が高いことが発表された。
2018年8月10日、バレンシアCFにレンタル移籍することが発表された。9月26日、セルタ・デ・ビーゴ戦で、バレンシアでの初ゴールを挙げた。バレンシアでは、公式戦23試合に出場したが3ゴールに留まり、2019年2月1日にチェルシーFCはバチュアイがバレンシアCFから復帰し、そのままシーズン残りをクリスタル・パレスFCへローン移籍することを発表した。
2019-20シーズンはチェルシーに復帰した。2019年10月23日、UEFAチャンピオンズリーグのアヤックス・アムステルダム戦で途中出場し、決勝ゴールを挙げた。しかし、監督フランク・ランパードの構想外からは抜け出せず、シーズン終了後には再びクリスタル・パレスへのローン移籍の可能性が報じられた。
2020年9月10日、再びクリスタル・パレスFCにレンタル移籍することが発表された。
2021年8月18日、チェルシーは2023年まで契約を延長した事が発表された。また、2021-22シーズンはベシクタシュJKへレンタル移籍する事が発表された。
2022年9月2日、フェネルバフチェSKに2年契約（1年延長オプション付き）で移籍した。加入1年目は公式戦32試合で20得点という高い決定力を発揮するなど活躍を見せていたが、2年目の23-24シーズンはチームがエディン・ジェコを獲得したことでポジションを奪われ、リーグ戦は先発わずか4試合に留まった。
2024年7月4日、ガラタサライSKへ完全移籍することが発表された。加入後は同じく新加入のヴィクター・オシムヘンの控えにとどまるも、途中出場がメインながら5ゴール2アシストを記録した。
2025年2月3日、アイントラハト・フランクフルトへ完全移籍することが発表された。

## 代表経歴
コンゴ民主共和国代表としてプレーする権利もあったが、世代別代表、A代表共にベルギー代表を選択した。
2015年3月28日のEURO2016予選、キプロス戦に途中出場しA代表デビューし、代表初ゴールも記録した。EURO2016のベルギー代表メンバーに選出され、決勝トーナメント1回戦のハンガリー戦でゴールを挙げて勝利に貢献、準々決勝まで進出した。
2018 FIFAワールドカップのベルギー代表メンバーに選出され、グループリーグ第2戦のチュニジア戦では1ゴールを決めた。
2022年11月23日、ワールドカップカタール大会グループリーグ初戦のカナダ戦では決勝ゴールを奪って勝利に貢献した。

## エピソード
2017年9月に発売されたサッカーゲーム『FIFA 18』における自身の能力値に不満を持ち、「（開発元の）EAスポーツよ、説明してくれ」と、SNS上に投稿した。それに対してEAスポーツからは「ゴールを取り続けたら話し合います」と返信を受けた。
2018 FIFAワールドカップのグループリーグ第3戦のイングランド代表戦において、アドナン・ヤヌザイがゴールを挙げた際に、ゴールから転がってきたボールを拾ってゴールに蹴りこんだ。しかし、ボールはポストに当たり、跳ね返って自身の顔に直撃してしまった。その後、自身のSNS上で、大会MVPである「ゴールデンボール」をもじり「ゴールデンポスト」を受賞すべきと自虐を投稿した。

## 個人成績

### クラブ
2016年7月1日現在
| 年度    | クラブ       | リーグ         | リーグ戦 | リーグ戦 | 国内杯 | 国内杯 | リーグ杯 | リーグ杯 | 欧州杯     | 欧州杯     | 期間通算 | 期間通算 |
| 年度    | クラブ       | リーグ         | 出場     | 得点     | 出場   | 得点   | 出場     | 得点     | 出場 C1+C3 | 得点 C1+C3 | 出場     | 得点     |
| ------- | ------------ | -------------- | -------- | -------- | ------ | ------ | -------- | -------- | ---------- | ---------- | -------- | -------- |
| 2010-11 | スタンダール | ジュビラー     | 2        | 0        | 0      | 0      |          |          | 0          | 0          | 2        | 0        |
| 2011-12 | スタンダール | ジュビラー     | 23       | 6        | 2      | 2      |          |          | 1 + 7      | 0 + 1      | 33       | 9        |
| 2012-13 | スタンダール | ジュビラー     | 34       | 12       | 2      | 0      |          |          | 0          | 0          | 36       | 12       |
| 2013-14 | スタンダール | ジュビラー     | 38       | 21       | 1      | 0      |          |          | 0+10       | 0+2        | 49       | 23       |
| 2014-15 | マルセイユ   | リーグ・アン   | 26       | 9        | 1      | 0      | 1        | 1        | 0          | 0          | 28       | 10       |
| 2015-16 | マルセイユ   | リーグ・アン   | 36       | 17       | 5      | 2      | 2        | 0        | 0+7        | 0+4        | 50       | 23       |
| 2016-17 | チェルシー   | プレミアリーグ | 20       | 5        | 5      | 2      | 3        | 2        | 3          | 0          | 27       | 5        |
| 2017-18 | チェルシー   | プレミアリーグ | 12       | 2        | 3      | 3      | 5        | 3        | 4          | 2          | 22       | 7        |
| 2017-18 | ドルトムント | ブンデスリーガ | 10       | 7        | 0      | 0      |          |          | 4          | 2          | 14       | 9        |
| 通算    | 通算         | 通算           | 169      | 72       | 17     | 11     | 11       | 6        | 1+28       | 0+9        | 202      | 86       |

### 代表
- 国際Aマッチ 53試合 27得点（2015年-）[36]

| ベルギー代表 | 国際Aマッチ | 国際Aマッチ |
| 年           | 出場        | 得点        |
| ------------ | ----------- | ----------- |
| 2015         | 2           | 2           |
| 2016         | 7           | 1           |
| 2017         | 4           | 2           |
| 2018         | 10          | 7           |
| 2019         | 6           | 4           |
| 2020         | 3           | 5           |
| 2021         | 7           | 1           |
| 2022         | 11          | 5           |
| 2023         | 3           | 0           |
| 2024         |             |             |
| 通算         | 53          | 27          |

### 代表での得点
| #   | 日時           | 場所                                     | 対戦相手                 | スコア | 最終結果 | 大会                          |
| --- | -------------- | ---------------------------------------- | ------------------------ | ------ | -------- | ----------------------------- |
| 1.  | 2015年3月28日  | ブリュッセル、ボードゥアン国王競技場     | キプロス                 | 5-0    | 5-0      | UEFA EURO 2016予選            |
| 2.  | 2015年11月13日 | ブリュッセル、ボードゥアン国王競技場     | イタリア                 | 3-1    | 3-1      | 親善試合                      |
| 3.  | 2016年6月26日  | トゥールーズ、スタジアム・ミュニシパル   | ハンガリー               | 0-2    | 0-4      | UEFA EURO 2016                |
| 4.  | 2017年6月5日   | ブリュッセル、ボードゥアン国王競技場     | チェコ                   | 1-0    | 2-1      | 親善試合                      |
| 5.  | 2017年10月7日  | サラエヴォ、スタディオン・グルバヴィツァ | ボスニア・ヘルツェゴビナ | 2-2    | 3-4      | 2018 FIFAワールドカップ予選   |
| 6.  | 2018年3月27日  | ブリュッセル、ボードゥアン国王競技場     | サウジアラビア           | 3-0    | 4-0      | 親善試合                      |
| 7.  | 2018年6月11日  | ブリュッセル、ボードゥアン国王競技場     | コスタリカ               | 4–1    | 4–1      | 親善試合                      |
| 8.  | 2018年6月23日  | モスクワ、スパルタク・スタジアム         | チュニジア               | 5-1    | 5–2      | 2018 FIFAワールドカップ       |
| 9.  | 2018年9月8日   | グラスゴー、ハムデン・パーク             | スコットランド           | 3-0    | 4–0      | 親善試合                      |
| 10. | 2018年9月8日   | グラスゴー、ハムデン・パーク             | スコットランド           | 4-0    | 4–0      | 親善試合                      |
| 11. | 2018年11月15日 | ブリュッセル、ボードゥアン国王競技場     | アイスランド             | 1-0    | 2–0      | UEFAネーションズリーグ2018-19 |
| 12. | 2018年11月15日 | ブリュッセル、ボードゥアン国王競技場     | アイスランド             | 2-0    | 2–0      | UEFAネーションズリーグ2018-19 |
| 13. | 2019年3月25日  | ニコシア、GSPスタジアム                  | キプロス                 | 2-0    | 2–0      | UEFA EURO 2020予選            |
| 14. | 2019年6月7日   | サンマリノ、サンマリノ・スタジアム       | サンマリノ               | 0-1    | 0–4      | UEFA EURO 2020予選            |
| 15. | 2019年6月7日   | サンマリノ、サンマリノ・スタジアム       | サンマリノ               | 0-4    | 0–4      | UEFA EURO 2020予選            |
| 16. | 2019年10月13日 | アスタナ、アスタナ・アリーナ             | カザフスタン             | 1–0    | 2–0      | UEFA EURO 2020予選            |
| 17. | 2020年9月8日   | ブリュッセル、ボードゥアン国王競技場     | アイスランド             | 2–1    | 5–1      | UEFAネーションズリーグ2020-21 |
| 18. | 2020年9月8日   | ブリュッセル、ボードゥアン国王競技場     | アイスランド             | 4–1    | 5–1      | UEFAネーションズリーグ2020-21 |
| 19. | 2020年10月8日  | ブリュッセル、ボードゥアン国王競技場     | コートジボワール         | 1–0    | 1–1      | 親善試合                      |
| 20. | 2020年11月11日 | ルーヴェン、デン・ドレーフ               | スイス                   | 1–1    | 2–1      | 親善試合                      |
| 21. | 2020年11月11日 | ルーヴェン、デン・ドレーフ               | スイス                   | 2–1    | 2–1      | 親善試合                      |
| 22. | 2021年3月30日  | ルーヴェン、デン・ドレーフ               | ベラルーシ               | 1–0    | 8–0      | 2022 FIFAワールドカップ予選   |

## タイトル

### チーム
チェルシーFC
- プレミアリーグ：1回（2016-17）

### 個人
- 2012年1月 - ベルギーリーグ月間最優秀選手